# 布盧明頓鎮區 (密蘇里州布坎南縣)
布盧明頓鎮區（英語：Bloomington Township）是位於美國密蘇里州布坎南縣的一個行政鎮區。

## 地方資料
布盧明頓鎮區的面積為91.80平方千米，皆為陸地。根據2020年美國人口普查的數據，當地共有人口807人，而人口密度為每平方千米8.79人。